# Гремучий (Червоногвардійський район)
Грему́чий (рос. Гремучий) — селище у складі Червоногвардійського району Оренбурзької області, Росія.

## Населення
Населення — 17 осіб (2010; 102 у 2002).
Національний склад (станом на 2002 рік):
- росіяни — 47 %
- башкири — 27 %